# چرتسه
چرتسه (به لهستانی:  Czerce) یک روستا در لهستان است که در گمینا شنگاوا واقع شده‌است. چرتسه ۴۴۳ نفر جمعیت دارد.